# Marquard von Krummensee

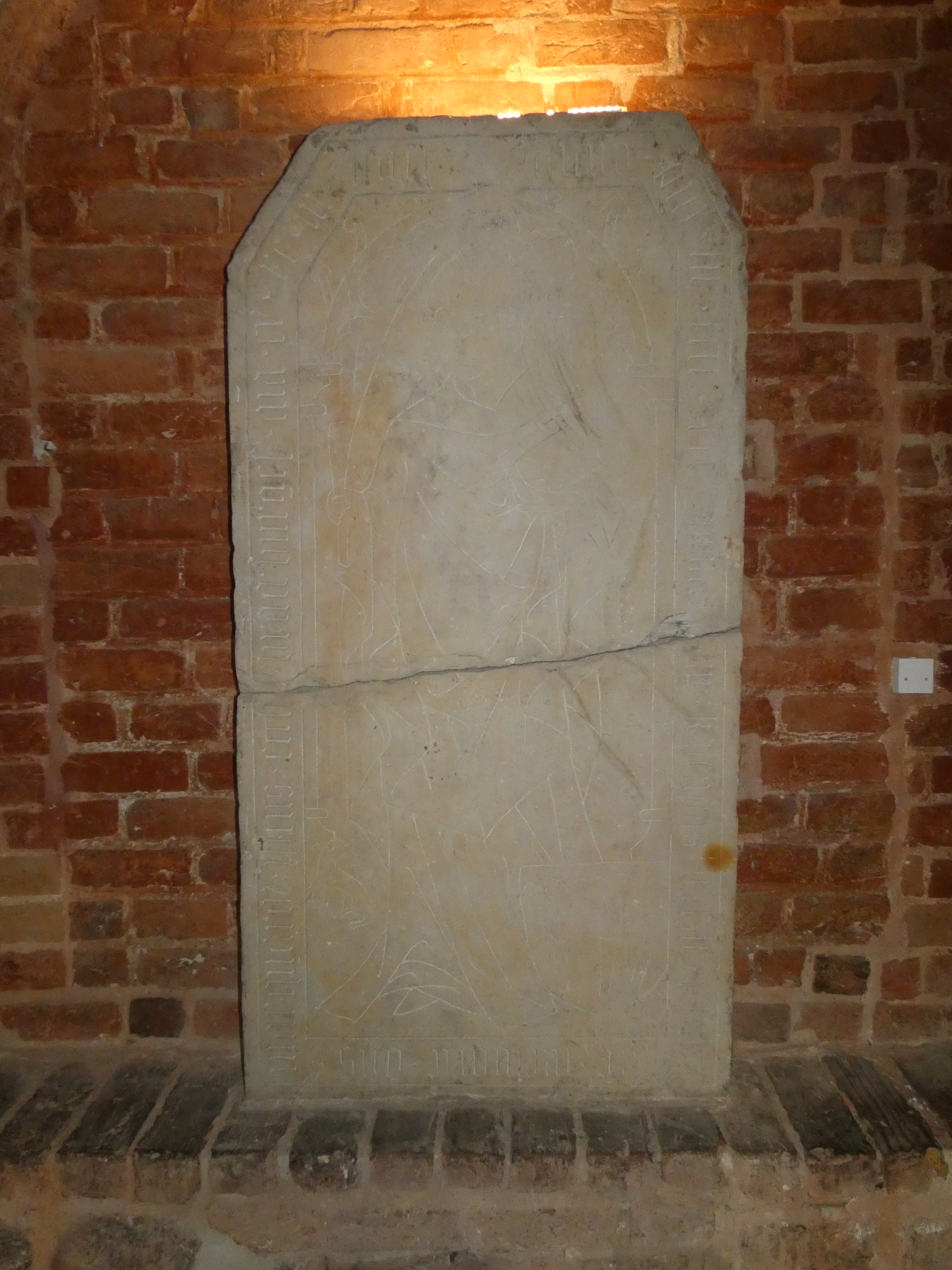
Grabplatte mit Darstellung Marquard von Krummensee, Dom zu Brandenburg

Marquard von Krummensee, auch Marquard von Crummensee (* vor 1384; † 18. November 1412) war Propst des Doms zu Brandenburg, Domherr und Pfarrer.

## Leben und Wirken
Marquard aus der Familie von Krummensee war seit dem 16. Mai 1384 zunächst Domkellner. Am 7. Juli 1385 wurde er als Domherr ohne Amt beschrieben. Ab dem 7. Juni 1392 war er zunächst Pfarrer in der Stadt Mittenwalde, ehe er am 16. Juni 1410 zum Dompropst von Brandenburg an der Havel ernannt wurde. Nach seinem Tode wurde er im Mittelschiff des Brandenburger Doms beerdigt. Später wurde seine Grabplatte im Kreuzgang aufgestellt. Die mittig gebrochene Platte zeigt Marquard in einer Ritzzeichnung im Ornat mit Buch und Zuchtrute. Als Besonderheit ist ein Hund zu seinen Füßen abgebildet. Auf der Gegenseite findet sich das Familienwappen.